# Uways al-Karani
Uways al-Karani (+657) fou un anacoreta àrab (de la tribu Karan del grup Murad del Iemen) contemporani de Mahoma.
Vivia com un anacoreta i Mahoma li va predir que veuria al seu segon successor que seria un amic seu i el millor de la generació que el seguia; això va original la creença que Uways parlava telepàticament amb Mahoma després de mort, i va originar els místics uwaysites (Uwaysiyya).